# Périgban

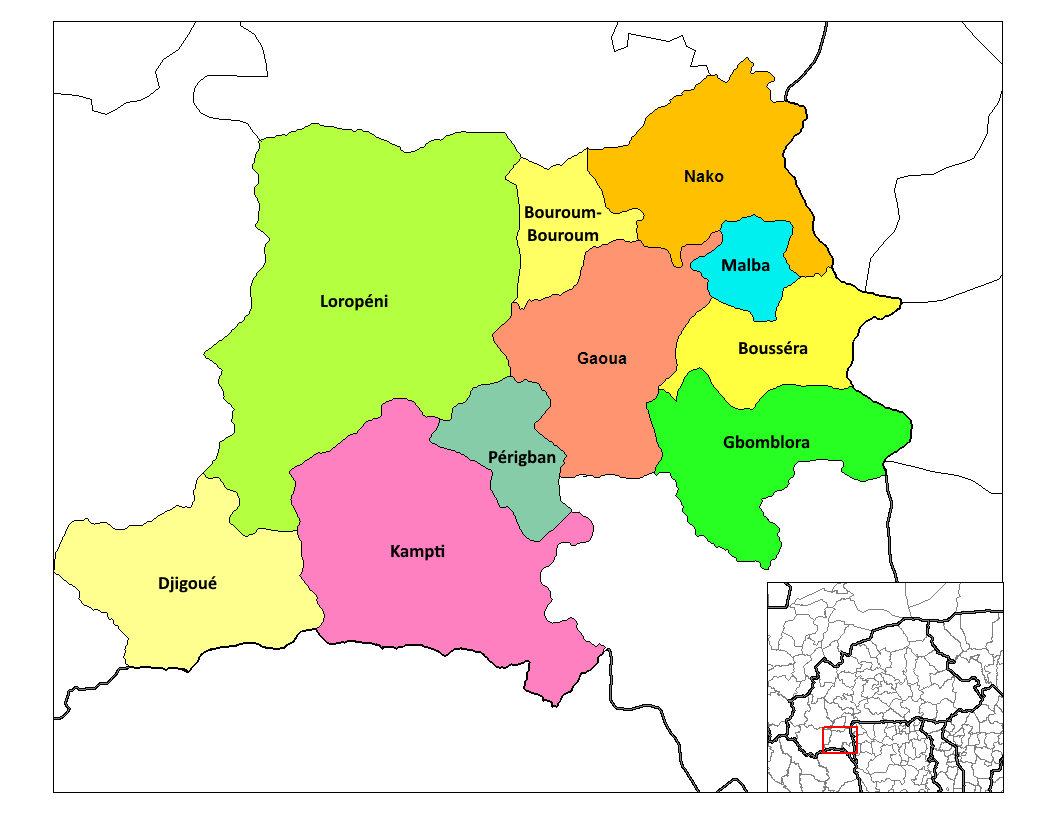
Karte der Provinz Poni mit ihren Gemeinden

Périgban ist sowohl eine Gemeinde (französisch commune rurale) als auch ein dasselbe Gebiet umfassendes Departement im westafrikanischen Staat Burkina Faso in der Region Sud-Ouest und der Provinz Poni. Die Gemeinde hat 8319 Einwohner.